# Tyson Beckford
Pour les articles homonymes, voir Beckford.
Tyson Beckford est un mannequin, acteur, danseur américain né le 19 décembre 1970 dans le Bronx, à New York. Il a des origines afro-panaméennes par son père et afro-chinoises par sa mère.

## Enfance
Tyson Beckford est né à Rochester (New York) le 19 décembre 1970, d'un père afro-panaméen et d'une mère afro-chinoise d'origine jamaïcaine. Il fait ses études au lycée de Pittsford Mendon dont il sort diplômé.
Durant sa jeunesse à Rochester, la ville est en proie au crime. Tyson sombre alors dans la délinquance jusqu'à sa rencontre avec un journaliste du magazine The Source.

## Carrière
Alors âgé de 13 ans, sa mère l'accompagne passer des castings dans son quartier. Après l'obtention de son diplôme, il entame un semestre à l'université sans le terminer.
En 1992, Tyson Beckford rencontre Jeff Jones, un journaliste du magazine Hip-hop The Source qui voit en lui un potentiel et lui propose de signer pour une agence de mannequins.
En 1993, Tyson pose pour des photographes réputés comme Bruce Weber ou Herb Ritts. Il pose également pour des campagnes de pub Polo Ralph Lauren et en devient l'un d'un principaux modèles. On le retrouve dans des revues à grand tirage, tel que le The New York Times, Vogue, GQ, etc.
Tyson Beckford est élu Man of the Year de l'année 1995 par le magazine GQ. La même année, il figure dans le classement des "50 most beautiful people in the world" par people magazine. VH1 lui décerne la 38e place dans le classement des 40 Hottest Hotties of the 90's.
En 2000, il obtient ses premiers rôles au cinéma. En 2002, il apparaît dans le film Shottas aux côtés de Ky-Mani Marley, fils de Bob Marley. Le tournage se déroule à Kingston en Jamaïque.
En 2003, il apparaît dans la version américaine du show Je suis une célébrité, sortez-moi de là ! (I'm a celebrity... Get me out of here !) diffusé sur ABC Network. Il joue ensuite dans le court-métrage Gully, un drame dans lequel il interprète un détenu.
En juillet 2003, il apparaît dans le film Biker Boyz aux côtés de Laurence Fishburne. En 2005, il tourne aux côtés d'acteurs peu reconnus dans le film Searching for Bobby D. Il y accepte le rôle de Jérôme pensant que Robert De Niro figurait au casting du film.
Il apparaît également dans le clip vidéo 21 Questions de 50 Cent.
Il est invité dans l'émission America's Next Top Model dans laquelle il retrouve le mannequin Tyra Banks.
En 2013, il pose nu avec Inès Rau, mannequine trans, devant l'objectif de Rodolfo Martinez pour le magazine français OOB.
En 2015, pour un engagement limité, il rejoint la troupe des Chippendales au Rio All Suite Hotel and Casino de Las Vegas.

### Accident
En 2005, Tyson Beckford frôle la mort lorsqu'il perd le contrôle de sa Dodge Ram SRT-10 et heurte un poteau électrique. Il parvient à s'extirper, avec de légères contusions, du véhicule qui prend feu. Il est admis au centre médical de Jersey City où on lui diagnostique un traumatisme crânien.
Cet épisode le marquera profondément et il déclara sur le plateau d'Oprah Winfrey que cette expérience avait bouleversé ses convictions religieuses.

### Engagements
Il acte en faveur du mouvement de campagne RESPECT!, qui dénonce les violences domestiques. Il enregistre des messages vocaux pour Giverespect.org, en faveur des victimes de persécutions. Il est ambassadeur de l'association sud-africaine Kick4Life, qui emploie les ressources du football afin de dénoncer les conditions précaires dans lesquelles vivent les pauvres du pays, ainsi que l'accès à l'éducation et à la santé.

## Vie privée
Tyson Beckford a un fils, né en 1998 de son union avec son ex-compagne et styliste April Roomet.
De 2005 à 2006, il noue une relation avec la rappeuse Foxy Brown. Il fréquente également l'actrice CariDee English durant l'été 2008.
Tyson épouse Berniece Julien en 2009. Ils se séparent la même année.
En 2013, il forme un couple avec le mannequin Shanina Shaik. Ils se séparent en 2015.
En mai 2015, il est violemment menacé par l'artiste Chris Brown, qui lui reproche sa complicité avec son ex-compagne Karrueche Tran, sur une photo postée par la jeune femme sur les réseaux sociaux. Le chanteur ira jusqu'à insulter April Roomet, l'ex-compagne, et le fils de Tyson Beckford.

## Filmographie

### Cinéma
- 2000 : Boricua's Bond (en) de Val Lik
- 2001 : Zoolander de Ben Stiller : lui-même
- 2002 : Trois 2: Pandora's Box (en) de Rob Hardy (en) : Lance Racine
- 2003 : Biker Boyz de Reggie Rock Bythewood (en) : Donny
- 2004 : Gas (en) : Karl
- 2005 : Searching for Bobby D de Paul Borghese : Jerome
- 2005 : Bleu d'enfer (Into the Blue) de John Stockwell : Primo
- 2008 : Hotel California (en) de Geo Santini : Al - également producteur
- 2010 : Dream Street de Lonette McKee
- 2010 : Kings of the Evening (en) d'Andrew P. Jones : Homer Hobbs
- 2014 : Addicted (en) de Bille Woodruff : Corey
- 2015 : Chocolate City (en) de Jean-Claude La Marre (en) : Adrian
- 2016 : Supermodel de Shawn Baker : Alex

### Télévision

#### Séries télévisées
- 2002 : Ma famille d'abord : Hunter (2 épisodes - saison 3, épisodes 1 et 2)
- 2003 : Half and Half : le beau garçon (saison 1, épisode 20)
- 2014 : SWV Reunited : lui-même (saison 1, épisode 1)
- 2014 : The Face (en) : lui-même / juge (saison 2, épisode 3)
- 2015 : Ice & Coco (en) : lui-même (saison 1, épisode 14)
- 2020 : Legendary : lui-même, juge invité(saison 1, épisode 2)

### Clips vidéos
- 1992 : Anything de SWV
- 1993 : Breathe Again de Toni Braxton
- 1993 : Go West des Pet Shop Boys
- 1994 : Slow Down de Trisha Covington (en)
- 1995 : My Up and Down d'Adina Howard
- 1995 : Ice Cream de Raekwon avec Method Man, Ghostface Killah et Cappadonna
- 1995 : One More Chance de The Notorious B.I.G.
- 1996 : Un-Break My Heart de Toni Braxton
- 1998 : Horse and Carriage de Cam'ron
- 1998 : Whatcha Wanna Do de Mia X avec Charlie Wilson
- 1998 : The Way It's Goin' Down de Shaquille O'Neal
- 1998 : Raise the Roof de Luther Campbell avec No Good But So Good
- 2000 : Case of the Ex de Mýa
- 2001 : One Minute Man de Missy Elliott avec Ludacris et Trina
- 2003 : 21 Questions de 50 Cent
- 2003 : Act a Fool de Ludacris
- 2003 : Say How I Feel de Rhian Benson
- 2004 : Toxic de Britney Spears
- 2007 : China Wine de Wyclef Jean avec Ho Yeow Sun (en), Elephant Man et Tony Matterhorn
- 2008 : Go Hard de DJ Khaled avec Kanye West et T-Pain
- 2009 : How It Was Supposed to Be de Ryan Leslie
- 2014 : With Your Love de Yola Araújo
- 2015 : Infinity de Mariah Carey
- 2022 : 2 Be Loved de Lizzo

## À noter
- Il fait une apparition dans le clip Toxic de Britney Spears, et joue dans celui de Toni Braxton, Un-Break My Heart.
- En 2003, il participe à la première saison américaine du programme de téléréalité I'm a Celebrity... Get Me Out of Here!'
- Il apparait aussi dans un épisode de la série Ma Famille D'abord